# Georges Adilon
Georges Adilon est un architecte, artiste peintre et plasticien français, né le 5 février 1928 à Lyon et mort le 2 avril 2009.

## Biographie
Diplômé de l’École nationale des beaux-arts de Lyon. Georges Adilon commence son œuvre d'architecte dans les années 1960 en construisant sa propre maison à Brindas (près de Lyon). En 1964, il rencontre le Père Perrot qui lui confie la réalisation de l'établissement Sainte-Marie Lyon sur la colline de Fourvière et de la Verpillière. Il est l'auteur d'une vingtaine de maisons individuelles.
Parallèlement, il poursuivra son œuvre de peintre, explorant notamment le noir et sa lumière, un peu à la manière de Soulages.

## Publications

### Ouvrages sur Georges Adilon
- Les maisons de Georges Adilon : Projets et réalisations 1960-1990, de Philippe Dufieux ; avant-propos de Catherine Grandin-Maurin ; préface de Claude Parent ; photographies de Blaise Adilon. Éditeur CAUE du Rhône, 2011   (ISBN 978-2-912533-22-7)
- Georges Adilon. Architecture, peinture, Collectif. Éditeur Réunion des Musées Nationaux, 2001   (ISBN 978-2711843121)
- Récit d'un geste : sur des peintures de Georges Adilon, Patrick Drevet. Editions Mem Arte-Facts, 1984  (ISBN 978-2904546013)
- PAIDEIA - tome 4. Georges Adilon, 40 ans d’architecture à Sainte-Marie Lyon, Collectif. Éditeur Externat Sainte-Marie, 2010[3]
- PAIDEIA - tome 3. À propos des barrières de l'Externat Sainte Marie, 1980-1999,  textes de Marc Perrot et de Michel Lavialle, photographies de Blaise Adilon. Éditeur Externat Sainte-Marie, 1999 [4]
- PAIDEIA - tome 2, Éditeur Externat Sainte-Marie, 1993[5]
- PAIDEIA - tome 1, Éditeur Externat Sainte-Marie, 1988[6]

### Catalogues
- Adilon, catalogue, Musée de Brou, Bourg-en-Bresse et Städtische Galerie, Göppigen. 1990[7]
- Les peintres, ses amis ... / adilon, chevrette, cottavoz, decarli, flacher, fusaro, etc. hommage a jacques miguet, Collectif, Conservatoire d'Art et d'Histoire de la Haute-Savoie. 1988
- Les ateliers, Marie Morel, revue Regard n°8. 1986[8]
- Catalogue, Biennale d'Art Contemporain, Bourg-en-Bresse. 1986
- A propos des peintures récentes de Georges Adilon Alain Rérat, Art Contemporain Rhône-Alpes n°1. 1985
- Collection 1985, catalogue, Musée Saint-Pierre Art Contemporain, Lyon. 1985
- Georges Adilon, Christian Bernard, Neue Kunst in Europa, n°5. 1984
- 84 photographies sur la toile de Georges Adilon intitulée 4.8.84, 16,56m x 52m, exécutée du 2 au 4 août 1984 portfolio, Blaise Adilon, Lyon, Octobre des arts. 1984[9]
- Relectures, pour Georges Adilon, Patrick Beurard-Valdoye, Opus International n°95, p.25-26. 1984[10]
- Suite pour noir seul, Christian Bernard, Thierry Raspail, Bernard Gavoty, catalogue de l'exposition Adilon, Musée Saint-Pierre Art Contemporain, Lyon. 1984
- Adilon peinture / Giroud sculpture, Jean-Michel Foray, catalogue de l'exposition Adilon-Giroud, Maison de Lyon. 1982
- Le cerisier sous la neige, catalogue de l'exposition Adilon, Jacques Zeitoum, Galerie Kriegel, Paris 1966
- Adilon ou la Vision Sauvage, catalogue de l'exposition Adilon, Jean-Jacques Lévêque, Galerie Kriegel, Paris 1963[11]

## Expositions
- 2017
  - Paris, Galerie Gratadou-Intuiti, Georges Adilon, oeuvres sur papier 1967-1970, Les Pins Parasols
- 2015
  - Musée des beaux-arts de Lyon, 10 ans d'acquisitions - Exposition Georges Adilon[12]
- 2010
  - Musée d'art contemporain de Lyon, Georges Adilon, l'Œuvre au noir[13].

- 2001
  - Lyon, Le Rectange[14]
  - Musée d'art contemporain de Lyon ...Troubler l'écho du temps, œuvres de la collection.

- 1997
  - Villeurbanne, Galerie Georges Verney-Carron, 1983-1997

- 1991
  - Villeurbanne, Galerie Georges Verney-Carron, Daniel Buren / Georges Adilon
  - 1ère Biennale d'Art Contemporain de Lyon, L'amour de l'Art

- 1990
  - Bourg-en-Bresse, Musée de Brou[14]
  - Göppingen (R.F.A), Städtiche Galerie[14]

- 1986
  - Lyon, Musée Saint-Pierre Art Contemporain "La Collection 1985"

- 1984
  - Musée d'art contemporain de Lyon[14]
  - Lyon, Galerie J.L.J Bertin[14]
  - Foire de Bâle, Galerie Bertin, "One Man show d'un jour"[14].

- 1980
  - Lyon, Galerie Verrière[14]

- 1977
  - Lyon, Galerie l'Œil écoute[14]

- 1976
  - Montélimar, La Galée[14]

- 1972
  - Lyon, Théâtre du 8e[14]

- 1971
  - Lausanne, Galerie l'Entracte[14]

- 1970
  - Lyon, Galerie Saint-Georges[14]

- 1969
  - Paris, Galerie Bama[14]

- 1967
  - Musée d'art moderne de la ville de Paris, Artistes Lyonnais
  - Tokyo, Japon, 9th Tokyo Biennial

- 1966
  - Paris, Galerie Kriegel[14]
  - Lyon, Galerie Saint-Georges[14]

- 1963
  - Musée d'art moderne de la ville de Paris, Biennale de Paris n°3
  - Paris, Galerie Kriegel[14]

- 1961
  - Musée d'art moderne de la ville de Paris, Biennale de Paris n°2
  - Haute-Savoie, Douvaine[14]
  - Haute-Savoie, Musée des Granges de Servette[14]
  - Paris, Galerie Montmorency[14]
  - Lyon, Galerie Saint-Georges[14]

- 1960
  - Saint-Aubin, Suisse, Galerie du BAC Beroche Art Center[14]
  - Paris, 17 Peintres Lyonnais

- 1958
  - Salon d'Automne

- 1957
  - Paris, Galerie Art Vivant[14]

- 1956
  - Haute-Savoie, Douvaine[14]

## Sources

### Films
- Georges Adilon, L'œuvre au noir, film de Blaise Adilon, long métrage 1h30. 2010
- Récit d'un geste, à propos du livre de Patrick Drevet, émission de Cécile Philippe, FR3 Lyon. 1984
- L'Externat Sainte-Marie, autour de l'architecture et de la peinture de Georges Adilon, entretien de René Déroudille avec Georges Adilon, réalisation Alain Vollerin, Lyon Arts Plastiques, film 16mm. 1987
- Lycée Saint Paul, une production singulière dans l'architecture de Georges Adilon, Collectif. 2012[15]